# Corpa
Corpa est une commune de la communauté de Madrid, en Espagne.